# Ставрович Дар'я Сергіївна
Дар'я Сергіївна Ставрович, також відома як Нукі (нар. 1 лютого 1986, Вельск, Архангельська область, Російська РФСР, СРСР) — російська співачка, авторка пісень та композиторка. Вокалістка альтернативного рок-гурту «Слот» (з 2006 року), у складі якої взяла участь у записі дев'яти студійних альбомів, включаючи перевидання альбому «2 войны» з її вокалом. З 2012 року також працює над сольним проектом «Нукі», в рамках якого випустила чотири студійні альбоми. У 2016 році стала півфіналістом п'ятого сезону російського проєкту «Голос».

## Біографія і кар'єра

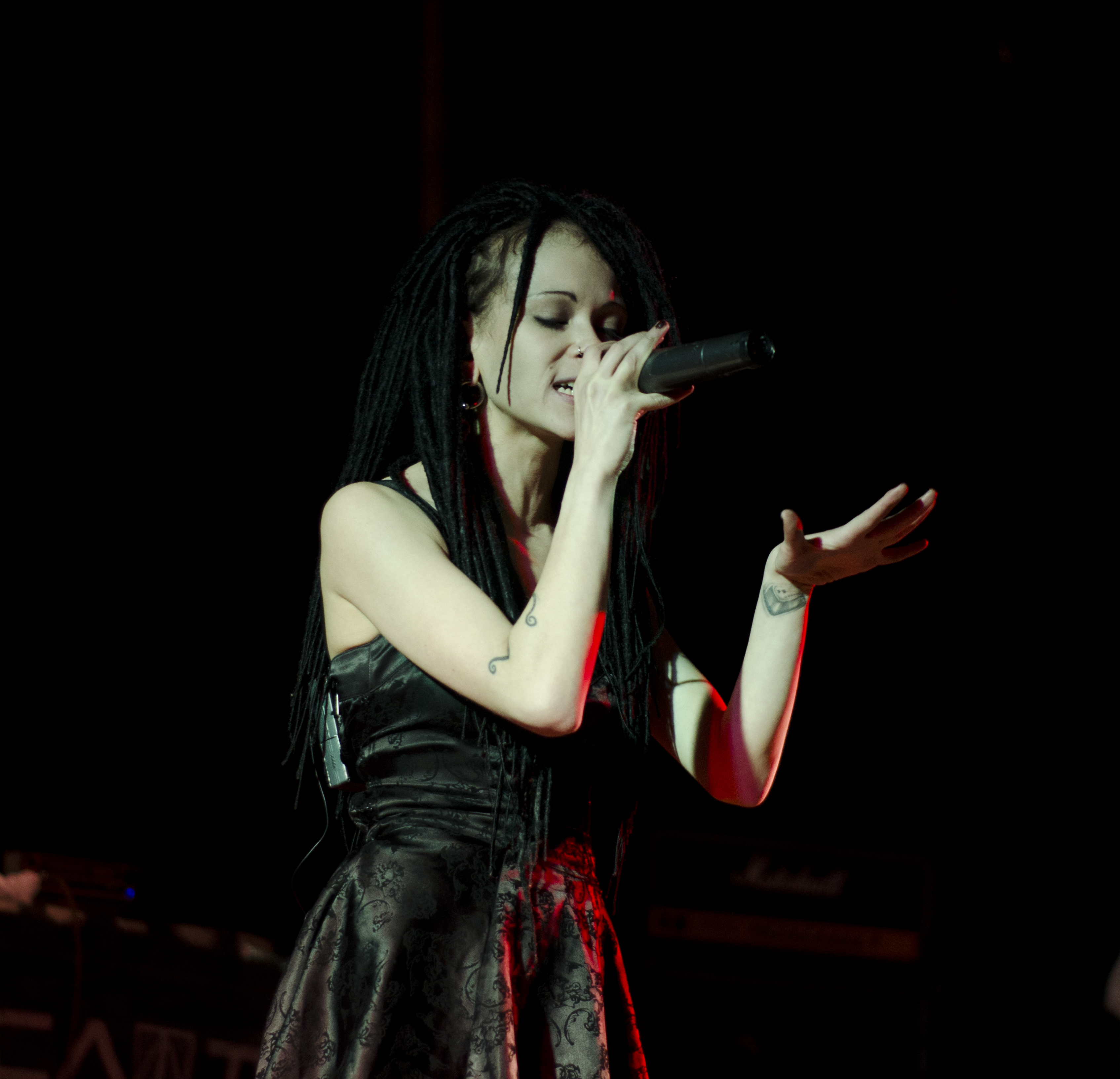
Дар'я Ставрович у 2013 році

Дар'я Сергіївна Ставрович народилася 1 лютого 1986 року в місті Вельську Архангельської області. Батько — хірург, у мами музична педагогічна освіта. Після закінчення школи в Арзамасі навчалася в Нижегородському музичному училищі.
У 2006 році Ставрович стала учасницею альтернативного рок-гурту «Слот». Поєднувала роботу в гурті і навчання в Інституті сучасного мистецтва на факультеті академічного та естрадно-джазового співу. У складі гурту брала участь у записі дев'яти студійних альбомів, включаючи перевидання альбому «2 войны» з її вокалом.
З 2013 року бере участь у міжнародному проекті «Forces United», в рамках якого записала дев'ять пісень. У «Forces United» також фігурують такі музиканти, як Максим Самосват, Костянтин Селезньов, Петро Єлфімов, Євген Єгоров і Яркко Ахола.
У 2014 році отримала приз «Золота нота» за «Кращий рок-вокал» від продюсерського центру Ігоря Сандлера. Також посіла друге місце за підсумками голосування на порталі «NewsMuz» в номінації «Краща виконавиця».
У 2015 році Ставрович озвучила співачку Арію в онлайн-грі «ArcheAge».
30 вересня 2016 року в ефірі російського «Першого каналу» був показаний випуск «сліпих прослуховувань» п'ятого сезону шоу «Голос», в якому Ставрович виконала пісню «Zombie» ірландського рок-колективу «The Cranberries». Вона потрапила в команду Григорія Лепса і стала півфіналісткою проєкту.
У 2019 році Дар'я підтримала своїх архангельських земляків і виступила проти будівництва московського сміттєзвалища на станції Шієс.
У 2020 році Ставрович стала лауреатом премії «Чартова дюжина», перемігши в номінації «Соліст».
4 квітня 2024 року оголосила про звільнення з музичного гурту «Слот»  ,  .

### Сольний проєкт
У 2012 році розпочав свою діяльність сольний проєкт Ставрович — «Нукі», в якому також беруть участь колеги з гурту «Слот» — Сергій «ID» Боголюбський і Микита Муравйов.
28 квітня 2013 року вийшов перший студійний альбом «Живы!». На пісні «Живы!», «Научи» і «Бойся», що увійшли до альбому, були зняті відеокліпи.
19 травня 2015 року був випущений другий студійний альбом «Пыльца лунной бабочки». На пісні «Иллюзия» та «Реальность», що увійшли до альбому, були зняті відеокліпи.
23 березня 2016 року вийшов сингл «Танцуй, клоун, танцуй» і дві пісні з першого альбому, «Попел» і «Живы!», в нових версіях (Amanita Version).
У 2017 році вийшов третій студійний альбом «Исключения», в який увійшли сингли «Танцуй клоун танцуй» та «Мыпростоесть». На пісні «Мыпростоесть» та «Продолжаем движение», що увійшли до альбому, були зняті відеокліпи.
31 січня 2020 року вийшов четвертий студійний альбом «Волки смотрят в лес». На пісні «Страна» та «Пищевая цепочка», що увійшли до альбому, були зняті відеокліпи. Пісня «Вороны» з альбому вперше в історії проєкту потрапила в ротацію «Нашого Радіо», а сам альбом був номінований на премію «Чартова дюжина».

### Інші проєкти
Крім участі в гуртах «Слот» і «Нукі», Ставрович разом з Сергієм «ID» Боголюбським пише музику для різних телевізійних і театральних проєктів. Крім того, вони стали авторами музики для церемоній відкриття і закриття Зимової Універсіади 2019. Серед театральних проєктів: «Все про Попелюшку» (Театр мюзиклу, у співавторстві з Раймондом Паулсом), «Синій синій птах» (Театр націй) і «Чарльза Адамса, або Будинок семи повішених» (Майстерня Петра Фоменка). Беруть участь у записі пісень до мультфільмів, серед яких «Ве-ве-ведмедики», «Казковий патруль», «Папірці», «Чарівний ліхтар», «Четверо в кубі», «Лео і Тіг».

## Замах
18 квітня 2014 року вдень на Садовій вулиці Санкт-Петербурга біля кафе «Стокер», де мала відбутися автограф-сесія гурту «Слот», на Ставрович було скоєно замах. 19-річний Дмитро Кострюков, ще до злочину погрожував Ставрович смертельною розправою через соціальні мережі, завдав їй кілька ножових поранень в область шиї і кисті руки. Вокаліст гурту «Слот» Ігор «Кеш» Лобанов зміг затримати злочинця до прибуття поліції, шанувальник Віталій за допомогою підручних засобів утримував кровотечу до прибуття машини «Швидкої допомоги». До моменту прибуття «Швидкої допомоги» Ставрович втратила багато крові і перенесла зупинку серця. За словами очевидців нападу, побачивши, що Ставрович заносять на носилках в машину «Швидкої допомоги», Кострюков вимовив: «Вона ще не померла? Вона не повинна дістатися нікому!»
Ставрович з ножовими пораненнями шиї (були пошкоджені судини шиї, яремна вена і трахея) і кисті руки була госпіталізована до реанімації Маріїнської лікарні у важкому стані. У лікарні їй було проведено операцію на судинах шиї і трахеї та проведено переливання крові. Ставрович швидко одужала, а 28 квітня була виписана з лікарні і незабаром повернулася до роботи.
Дмитро Кострюков заявив на допиті в поліції, що готувався до злочину, вивчав маршрути і виступи музикантів гурту «Слот». В результаті розслідування вдалося з'ясувати, що Кострюков відправляв Ставрович багато електронних листів і повідомлень, у тому числі з погрозами, у деяких з яких були слова «зустрінемося в іншому житті». За визнанням самої Ставрович, коли їй почали приходити ці листи, вона не надала їм значення, відправляла в «>спам». Перед інцидентом шанувальник гурту «Слот» прислав скріншот в групу музикантів у соціальній мережі, намагаючись попередити про замах на Ставрович, але ніхто не сприйняв цю інформацію всерйоз. Згодом Кострюков був визнаний неосудним, йому був поставлений діагноз «шизофренія» і він був поміщений на лікування в психіатричну лікарню.

## Дискографія

### У складі гурту «Слот»
Студійні альбоми
- 2007 — 2 войны (перевидання)
- 2007 — Тринити
- 2009 — 4ever
- 2011 — F5
- 2011 — Break the Code
- 2013 — Шестой
- 2016 — Septima
- 2018 — 200 кВт
- 2021 — Инстинкт выживания

### Сольний проєкт «Нукі»
Студійні альбоми
| Назва                 | Інформація                                                                 |
| --------------------- | -------------------------------------------------------------------------- |
| Живы!                 | - Реліз: 28 квітня 2013 - Лейбл: M2BA - Формат: CD, цифрова дистрибуція    |
| Пыльца лунной бабочки | - Реліз: 19 травня 2015 - Лейбл: M2BA - Формат: CD, цифрова дистрибуція    |
| Исключения            | - Реліз: 24 листопада 2017 - Лейбл: M2BA - Формат: CD, цифрова дистрибуція |
| Волки смотрят в лес   | - Реліз: 31 січня 2020 - Лейбл: M2BA - Формат: CD, цифрова дистрибуція     |

Міні-альбоми (EP's)
| Назва | Інформація                                                          |
| ----- | ------------------------------------------------------------------- |
| Ау    | - Реліз: 14 квітня 2017 - Лейбл: M2BA - Формат: цифрова дистрибуція |

Сингли
| Назва             | Альбом                | Рік  |
| ----------------- | --------------------- | ---- |
| «Бойся»           | Живы!                 | 2012 |
| «Живы!»           | Живы!                 | 2013 |
| «Научи»           | Живы!                 | 2013 |
| «Ілюзія»          | Пыльца лунной бабочки | 2015 |
| «Реальность»      | Пыльца лунной бабочки | 2016 |
| «Мыпростоесть»    | Исключения            | 2016 |
| «Страна»          | Волки смотрят в лес   | 2019 |
| «Пищевая цепочка» | Волки смотрят в лес   | 2020 |

## Відеографія
| Кліп                  | Режисер            | Альбом                | Рік  |
| --------------------- | ------------------ | --------------------- | ---- |
| »Бійся"               | Михайло Ємельянов  | Живы!                 | 2012 |
| «Живы!»               | Михайло Ємельянов  | Живы!                 | 2013 |
| «Научи»               | Ганна Гогічайшвілі | Живы!                 | 2013 |
| «Иллюзия»             | Ілля Туз           | Пыльца лунной бабочки | 2015 |
| «Мыпростоесть»        | Костянтин Кукін    | Исключения            | 2016 |
| «Реальность»          | Ілля Туз           | Пыльца лунной бабочки | 2017 |
| «Продолжаем движение» |                    | Исключения            | 2018 |
| «Країна»              | Костянтин Корольов | Волки смотрят в лес   | 2019 |
| «Пищевая цепочка»     | Костянтин Корольов | Волки смотрят в лес   | 2020 |